# Shane Vieau
Shane Vieau (...) è uno scenografo canadese, vincitore del Premio Oscar alla miglior scenografia per La forma dell'acqua - The Shape of Water.

## Biografia
Shane Vieau ha lavorato come scenografo ai film Juno, Aliens vs. Predator 2, Percy Jackson e gli dei dell'Olimpo - Il mare dei mostri e Big Eyes. Nel 2018 ha vinto il Premio Oscar alla migliore scenografia per La forma dell'acqua - The Shape of Water di Guillermo del Toro. Ha ricevuto la sua seconda candidatura nel 2022 con La fiera delle illusioni - Nightmare Alley. Nel 2024 ha lavorato alla scenografia di Dune - Parte due di Denis Villeneuve. 

## Filmografia

### Cinema
- Dudley Do-Right, regia di Hugh Wilson (1999)
- Tutto quello che voglio (All I Want), regia di Jeffrey Porter (2002)
- The Final Cut, regia di Omar Naim (2004)
- Vado, vedo... vengo! - Un viaggio tutto curve (Going the Distance), regia di Mark Griffiths (2004)
- Pink Ludoos, regia di Gaurav Seth (2004)
- Edison City (Edison), regia di David J. Burke (2005)
- Slither, regia di James Gunn (2006)
- The Butterfly Effect 2, regia di John R. Leonetti (2006)
- White Noise: The Light, regia di Patrick Lussier (2007)
- Juno, regia di Jason Reitman (2007)
- Aliens vs. Predator 2 (Aliens vs. Predator: Requiem), regia dei Fratelli Strause (2007)
- Lazarus Project - Un piano misterioso (The Lazarus Project), regia di John Patrick Glenn (2008)
- Punisher - Zona di guerra (Punisher: War Zone), regia di Lexi Alexander (2008)
- Stoic, regia di Uwe Boll (2009)
- Parnassus - L'uomo che voleva ingannare il diavolo (The Imaginarium of Doctor Parnassus), regia di Terry Gilliam (2009)
- Cappuccetto rosso sangue (Red Riding Hood), regia di Catherine Hardwicke (2011)
- 50 e 50 (50/50), regia di Jonathan Levine (2011)
- Underworld - Il risveglio (Underworld: Awakening), regia di Måns Mårlind e Björn Stein (2012)
- Percy Jackson e gli dei dell'Olimpo - Il mare dei mostri (Percy Jackson: Sea of Monsters), regia di Thor Freudenthal (2013)
- Horns, regia di Alexandre Aja (2013)
- Apes Revolution - Il pianeta delle scimmie (Dawn of the Planet of the Apes), regia di Matt Reeves (2014)
- Big Eyes, regia di Tim Burton (2014)
- Il caso Spotlight (Spotlight), regia di Tom McCarthy (2015)
- Hidden - Senza via di scampo (Hidden), regia di Matt e Ross Duffer (2015)
- Crimson Peak, regia di Guillermo del Toro (2015)
- Suicide Squad, regia di David Ayer (2016)
- Deadpool, regia di Tim Miller (2016)
- XXx - Il ritorno di Xander Cage (xXx: Return of Xander Cage), regia di D.J. Caruso (2017)
- La forma dell'acqua - The Shape of Water (The Shape of Water), regia di Guillermo del Toro (2017)
- Macchine mortali (Mortal Engines), regia di Christian Rivers (2018)
- Shazam!, regia di David F. Sandberg (2019)
- Fast & Furious - Hobbs & Shaw (Hobbs & Shaw), regia di David Leitch (2019)
- It - Capitolo due (It Chapter Two), regia di Andy Muschietti (2019)
- La fiera delle illusioni - Nightmare Alley (Nightmare Alley), regia di Guillermo del Toro (2021)

### Televisione
- Scelte d'amore (Love Lessons), regia di Douglas Barr - film TV (2000)
- Ci incontreremo ancora (We'll Meet Again), regia di Michael Storey - film TV (2002)
- Mob Princess, regia di Mina Shum - film TV (2003)
- Da Vinci's Inquest - serie TV, 13 episodi (2004-2005)
- Da Vinci's City Hall - serie TV, 13 episodi (2005-2006)
- Intelligence - serie TV, 5 episodi (2005-2006)
- Reaper - In missione per il Diavolo (Reaper) - serie TV, 25 episodi (2007-2009)
- Caprica - serie TV, 17 episodi (2010)
- Cabinet of Curiosities (Guillermo del Toro's Cabinet of Curiosities) - serie TV, 8 episodi (2022)
- Dune - Parte due (Dune: Part Two), regia di Denis Villeneuve (2024)

## Riconoscimenti
- Premio Oscar
  - 2018 - Miglior scenografia per La forma dell'acqua - The Shape of Water
  - 2022 - Candidatura alla miglior scenografia per La fiera delle illusioni - Nightmare Alley
  - 2025 - Candidatura alla migliore scenografia per Dune - Parte due
- Premio Emmy
  - 2023 - Miglior scenografia per una serie in costume o fantasy per Cabinet of Curiosities
- Premio BAFTA
  - 2015 - Candidatura alla miglior scenografia per Big Eyes
  - 2018 - Miglior scenografia per La forma dell'acqua - The Shape of Water
  - 2022 - Candidatura alla miglior scenografia per La fiera delle illusioni - Nightmare Alley
  - 2025 - Candidatura alla migliore scenografia per Dune - Parte due
- Critics' Choice Awards
  - 2018 - Miglior scenografia per La forma dell'acqua - The Shape of Water
  - 2022 - Candidatura alla miglior scenografia per La fiera delle illusioni - Nightmare Alley
  - 2025 - Candidatura alla miglior scenografia per Dune - Parte due
- Satellite Award
  - 2025 - Candidatura alla miglior scenografia per Dune - Parte due